# Dwars door Vlaanderen 1950
Dwars door Vlaanderen 1950 (deutsch: Quer durch Flandern) war die 6. Austragung des belgischen Straßenradrennens in der Region Flandern. Das Rennen fand über zwei Etappen vom 29. bis zum 30. April 1950 über 480 Kilometer für Berufsfahrer statt. Sieger wurde André Rosseel.

## Rennverlauf
Der Sieger des Rennens wurde nach einer Punktewertung ermittelt. Der Fahrer mit der geringsten Punktezahl wurde Gesamtsieger. Bei Punktgleichheit entschied die bessere Tagesplatzierung.
69 Radrennfahrer waren am Start des Rennens. Der Start der 1. Etappe war in Waregem, das Ziel in Eisden, die Distanz betrug 240 km. Im Zielsprint von 21 Fahrern gewann Rosseel vor Baziel Wambeke.
Die 2. Etappe führte von Eisden zurück nach Waregem, die Distanz betrug 240 km. 44 Fahrer waren noch im Rennen. Nach 100 Kilometern entstand eine Spitzengruppe von 8 Fahrern. An einer Bahnschranke teilte sich diese Gruppe, drei Fahrer kamen mit einem Vorsprung ins Ziel, wo Emiel van der Veken den Sprint gewann. Durch seinen 3. Platz holte sich Rosseel den Gesamtsieg.

## Ergebnis
|        | Fahrer              | Team            | Punkte |
| ------ | ------------------- | --------------- | ------ |
| Sieger | André Rosseel       | Alcyon-Dunlop   | 4      |
| 2.     | Emiel van der Veken | Starnord-Wolber | 12     |
| 3.     | Jules Depoorter     | Dardenne        | 12     |
| 4.     | André Maelbrancke   | Starnord-Wolber | 12     |
| 5.     | Emiel Rogiers       | Merviel         | 13     |
| 6.     | Albert Anutchin     | Ruche-Dunlop    | 15     |
| 7.     | Valère Lowie        | La Gantoise     | 25     |
| 8.     | Albert Decin        | Alcyon-Dunlop   | 31     |
| 9.     | Jozef Decraene      | Ryssel-Wolber   | 33     |
| 10.    | Raymond De Smedt    | Bertin-Wolber   | +38    |